# Sitio de Tortosa (1642)
El sitio de Tortosa en 1642 fue uno de los episodios ocurridos durante la guerra de los Segadores.

## Antecedentes
En la primavera de 1640, Francesc de Tamarit fue encarcelado acusado de no facilitar alojamientos a las levas acuarteladas en Cataluña. El 22 de mayo, los campesinos sublevados entraron en Barcelona y lo pusieron en libertad. El 7 de junio del mismo año, en el Corpus de Sangre, grupos de segadores entraron de nuevo en la ciudad y asesinaron al virrey de Cataluña Dalmau III de Queralt.
En septiembre, el ejército de Felipe IV ocupó Tortosa con la alianza señorial y del obispo de la ciudad, que, como la totalidad de los obispos catalanes, era políticamente realista. La ocupación estuvo seguida de una durísima represión contra los sublevados, que se acabaron uniendo al rey francés contra el rey español. El 17 de enero de 1641, ante el avance del ejército español, Pau Claris al frente de la Generalidad de Cataluña se declaró aliado de los franceses, con la adhesión de la burguesía urbana descontenta por la presión fiscal, acordando una alianza político-militar con Francia. Para obtener la ayuda, Cataluña se ponía bajo la obediencia de Luis XIII de Francia. Pocos días después, el ejército francés obtuvo una importante victoria militar en la batalla de Montjuic (26 de enero de 1641). Poco más tarde moría Pau Claris, y la difícil situación local e internacional llevó a la Generalidad a proclamar conde de Barcelona y soberano de Cataluña al rey francés Luis XIII, pasando así de apoyar a Francia a someterse a Francia.
Las tropas francesas intentaron conquistar Cataluña, hacia las tierras de poniente y el sur asediando Tarragona, atacando Monzón, defendiendo Lérida y finalmente intentando tomar Tortosa.

## La batalla
Como paso previo para la conquista de Tortosa, Philippe de La Mothe-Houdancourt conquistó Ulldecona, un nudo de comunicaciones entre Tortosa y el norte del Reino de Valencia, para cortar las líneas de suministro de la ciudad.
El 3 de mayo de 1642, después de un mes de asedio, las tropas francesas, siempre con la ayuda de la parte de los catalanes que se había sublevado, se retiraron sin conquistar la ciudad. En vista del fracaso del bombardeo y el asalto del día anterior, el general de La Motte levantó el asedio y se retiró por el Collado del Alba.